# The Breeders
The Breeders er et alternative' rock band fra USA dannet i 1988. Bandet består af tvillingesøstrene Kim Deal fra The Pixies og søsteren Kelley Deal fra Dayton, Ohio. Bandet har siden starten haft forskellig besætning derudover. Breeders spiller lo-fi indie rock, der er beskidt i lyden og som stiller sig i kontrast til to søstres klare harmoniserede vokaler. Kim og Kelley Deal dannede derudover sideprojektet The Amps i 1995. Også den nuværende trommeslager Jim Macpherson, var med i dette band Bandet nåede at udgive albummet Pacer, hvorefter det i 1996 blev opløst. Stilistisk var The Amps meget lig The Breeders.

## Medlemmer
Nuværende
- Kim Deal – sang, guitar (1989–1995, 1996–2003, 2008–)
- Josephine Wiggs – bas, kor (1989–1995, 2012–)
- Kelley Deal – lead guitar, sang (1992–1995, 1998–2003, 2008–)
- Jim Macpherson – trommer, percussion (1992–1995, 1996–1997, 2012–)

Tidligere medlemmer
- Tanya Donelly – lead guitar, sang (1989–1992)
- Carrie Bradley – violin (1989–1993, 1996–1997)
- Britt Walford – trommer (1989–1992)
- Jon Mattock – trommer (1992)
- Richard Presley – guitar (2000–2006)
- Mando Lopez – bas (2000–2006, 2008–2012)
- Jose Medeles – trommer (2001–2003, 2008–2012)

Tidslinje

## Diskografi
- Pod (1990)
- Last splash (1993)
- Title Tk (2002)
- Mountain Battles (2008)
- All Nerve (2018)